# Бау Хансен, Матиас
Матиас Бау Хансен (дат. Mathias Bau Hansen; род. 3 июля 1993, Глоструп, Копенгаген) — датский хоккеист нападающий сборной Дании.

## Карьера
Начинал свою карьеру в датском клубе «Рёдовре Майти Буллз». В 20 лет нападающий переехал в Швецию, где он находился в системе "Мальме Редхоукс", однако играл датчанин только за его молодежную команду. После двух лет выступлений Бау Хансен вернулся на родину в "Фредриксхавн".
Летом 2017 года нападающий перебрался в Америку, где заключил контракт с фарм-клубом НХЛ "Вашингтон Кэпиталз" - "Херши Беарс". Вскоре он дебютировал в его составе в АХЛ.

## Сборная
Матиас Бау Хансен вызывался в юношеские и молодежные сборный страны. В состав национальной команды Дании он попал в 2015 году перед Чемпионатом мира в Чехии. С тех пор нападающий стал регулярно вызываться в расположения датчан на крупные турниры.